# Мтисдзири (Гардабанский муниципалитет)
Мтисдзири (груз. მთისძირი) — село в Грузии, на территории Гардабанского муниципалитета края (мхаре) Квемо-Картли.

## География
Село находится в юго-восточной части Грузии, к западу от реки Куры, на расстоянии приблизительно 17 километров (по прямой) к северо-западу от города Гардабани, административного центра муниципалитета. Абсолютная высота — 396 метров над уровнем моря.

## Население
По результатам официальной переписи населения 2014 года в Мтисдзири проживало 1393 человека (650 мужчин и 743 женщины). В национальной структуре населения грузины составляли 91,3 %, армяне — 3,6 %, азербайджанцы — 3,1 %.